# Maciej Adamczyk
Maciej Adamczyk (ur. 6 lipca 1972 w Krośnie Odrzańskim) – polski aktor teatralny i filmowy, reżyser; współtwórca (1993) i dyrektor artystyczny prywatnego Teatru „Porywacze Ciał”.
W 1995 r. został absolwentem Wydziału Lalkarskiego, filii we Wrocławiu, Państwowej Wyższej Szkoły Teatralnej w Krakowie. Jest współtwórcą, aktorem i reżyserem prywatnego Teatru „Porywacze Ciał”. Występował w Teatrze Powszechnym w Radomiu (2007), Teatrze Łaźnia Nowa w Krakowie (2009) oraz Teatrze Wybrzeże w Gdańsku (2010).

## Filmografia
- 2000: Portret podwójny – Michał
- 2004: Cud w Krakowie – Piotr
- 2008: Pitbull – Michał
- 2011: Komisarz Alex – Janusz Malec
- 2013: Film o bieganiu
- 2013: Prawo Agaty – ochroniarz
- 2014: Pan Mietek od pecha – dźwiękowiec
- 2014: Na sygnale – ojciec Czesia
- 2014: M jak miłość – mecenas Hubert Szyrle, adwokat Gosi
- 2015: Strażacy – lekarz
- 2016: Barwy szczęścia
- 2017: Nie wracaj do mnie w snach – Alvan
- 2018: Planeta singli 2 – Łukasz
- 2020: Na dobre i na złe – ojciec Tomasz

Źródło: Filmpolski.pl.
Ponadto napisał scenariusz i wyreżyserował Film o bieganiu (2013).

## Nagrody
- 1999 – Nagroda Promocyjna im. Kazimierza Krzanowskiego (Nagroda Burmistrza Polic) na XXXIV Ogólnopolskim Przeglądzie Teatrów Małych Form „Kontrapunkt” w Szczecinie (za Technologię sukcesu)
- 1999 – Nagroda Dziennikarzy na XXXIV Ogólnopolskim Przeglądzie Teatrów Małych Form „Kontrapunkt” w Szczecinie (za Technologię sukcesu)
- 2000 – Nagroda Główna festiwalu dla spektaklu „Vol.7” na XXXV Ogólnopolskim Przeglądzie Teatrów Małych Form „Kontrapunkt” w Szczecinie (za Vol.7)
- 2001 – stypendium artystyczne Urzędu Miasta Poznań (otrzymane za działalność kulturalną)
- 2006 – nagroda na Międzynarodowym Festiwalu Gombrowiczowskim w Radomiu (za rolę w spektaklu Tajemnica wg Gombrowicza)
- 2006 – nagroda na Festiwalu „Kontrapunkt” w Szczecinie (za rolę jw.)
- 2007 – Grand Prix za rolę w spektaklu „Very” podczas V Ogólnopolskiego Przeglądu Monodramu Współczesnego w Warszawie
- 2007 – nagroda za najlepszą rolę męską w przedstawieniu „Wyrzeczenie” Teatru Powszechnego im. J. Kochanowskiego w Radomiu na Targach Nowej Dramaturgii w Radomiu
- 2009 – nagroda za przedstawienie „Correctomundo” (reżyserowane wspólnie z Katarzyną Pawłowską) Teatru „Porywacze Ciał” na festiwalu KLAMRA w Toruniu
- 2013 – nagroda na 48 Hour Film Project dla najlepszego aktora

Źródło: Filmpolski.pl.